# Islandiana longisetosa
Islandiana longisetosa är en spindelart som först beskrevs av James Henry Emerton 1882.  Islandiana longisetosa ingår i släktet Islandiana och familjen täckvävarspindlar. Inga underarter finns listade i Catalogue of Life.